# Lanceoppia poppi
Lanceoppia poppi är en kvalsterart som beskrevs av Hammer 1968. Lanceoppia poppi ingår i släktet Lanceoppia och familjen Oppiidae. Inga underarter finns listade i Catalogue of Life.